# Kameničná (Komárno)
Kameničná es un municipio del distrito de Komárno en la región de Nitra, Eslovaquia, con una población estimada a final del año 2024 de 1921 habitantes.
Se encuentra ubicado al suroeste de la región, cerca de los ríos Danubio y Váh, y de la frontera con Hungría.

## Demografía
| Año        | 1994 | 2004    | 2014    | 2024    |
| ---------- | ---- | ------- | ------- | ------- |
| Población  | 1736 | 1839    | 1929    | 1921    |
| Diferencia |      | +5,93 % | +4,89 % | −0,41 % |

| Año        | 2023 | 2024    |
| ---------- | ---- | ------- |
| Población  | 1883 | 1921    |
| Diferencia |      | +2,01 % |